# Tschop
Tschop (ukrainisch und russisch Чоп, ungarisch Csap, slowakisch Čop) ist eine Stadt im Rajon Uschhorod der Oblast Transkarpatien in der Ukraine.

## Geografie

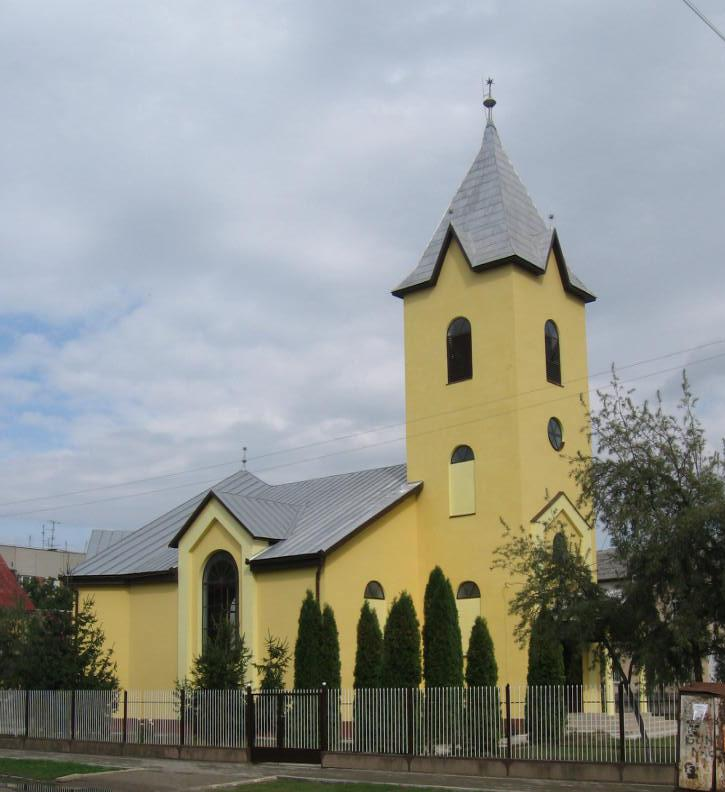
Neu erbaute Kirche im Ort

### Lage
Die Stadt liegt im äußersten Westen des Landes, der Karpatoukraine, am Dreiländereck, das die Ukraine hier mit Ungarn und Slowakei bildet. Von Ungarn trennt die Stadt der Grenzfluss Theiß. Die gegenüberliegende Stadt in der Slowakei ist Čierna nad Tisou. In der Nähe von Tschop, auf dem Gebiet des Nachbardorfs Solomonowo, liegt der westlichste Punkt der Ukraine. Von hier sind es ca. 1500 km bis nach Rannja Sorja, dem östlichsten Punkt des Landes.

### Einwohner
Tschop hat etwa 8800 Einwohner, von denen knapp 4000 Ungarn sind.

### Stadtname/Sprachen
Aufgrund der Vielzahl von ethnischen Gruppen in der Region gibt es unterschiedliche Schreibweisen für „Tschop“: ukrainisch und russisch Чоп, slowakisch und tschechisch Čop, ungarisch Csap. Auf Englisch wird der Name der Stadt als Chop transkribiert.

## Geschichte
Tschop teilt die Geschichte der Karpato-Ukraine und war im Laufe der letzten Jahrhunderte zahlreichen Herrschaftsgebieten zugehörig. In der Mitte des 11. Jahrhunderts wurde es von den Magyaren erobert, die älteste erhaltene schriftliche Erwähnung findet sich 1281 als Chap.
Der Ort gehörte zum Königreich Ungarn, somit ab 1526 auch zur Habsburger Monarchie und ab 1867 zu Österreich-Ungarn. Innerhalb des Königreichs Ungarn war die Stadt Teil des Komitats Ung (Usch). In der Zwischenkriegszeit gehörte die Stadt zur Tschechoslowakei und dort zum slowakischen Landesteil. Mit dem Ersten Wiener Schiedsspruch 1938 fiel sie wieder an Ungarn. Am 29. Oktober 1944 wurde Tschop im Zuge der Ostkarpatischen Operation von der Roten Armee erobert. 1945 kam sie zur Sowjetunion (Ukrainische SSR). 1947 erhielt sie den Status einer Siedlung städtischen Typs, sowie 1957 das Stadtrecht zugesprochen.
Seit 1991 gehört sie zur unabhängigen Ukraine. Dort war sie bis 2003 dem Rajon Uschhorod zugeordnet, seit dem 5. September 2003 stand sie als Stadtratsgemeinde Tschop (Чопська міська рада/Tschopska miska rada) und kreisfreie Stadt unter Oblastverwaltung. Am 12. Juni 2020 wurde die Stadt zum Zentrum der neu gegründeten Stadtgemeinde Tschop (Чопська міська громада/Tschopska miska hromada) im Rajon Uschhorod, in die sieben Dörfer eingemeindet wurden.
Folgende Orte sind neben dem Hauptort Tschop ein Teil der Gemeinde:
| Name                     | Name       | Name                      | Name                  | Name                      | Name    |
| ukrainisch transkribiert | ukrainisch | russisch                  | slowakisch            | ungarisch                 | deutsch |
| ------------------------ | ---------- | ------------------------- | --------------------- | ------------------------- | ------- |
| Essen                    | Есень      | Есень                     | Eseň                  | Eszeny                    | -       |
| Petriwka                 | Петрівка   | Петровка (Petrowka)       | Malý Eseň, Serňan Hat | Kiseszeny, Szernyehát     | -       |
| Solomonowo               | Соломоново | Соломоново                | Salamúnová            | Tiszasalamon              | -       |
| Solowka                  | Соловка    | Соловка                   | Saloka                | Szalóka                   | -       |
| Tscherwone               | Червоне    | Червоное (Tscherwonoje)   | Čaronda               | Csarondahát, Szalánctanya | -       |
| Tyssaaschwan             | Тисаашвань | Тисаашвань (Tissaaschwan) | Ašvaň                 | Tiszaásvány               | -       |
| Tyssaujfalu              | Тисауйфалу | Тисауйфал (Tissauifal)    | Veliký dvor, Nová Ves | Tiszaujfalu               | -       |

## Verkehr

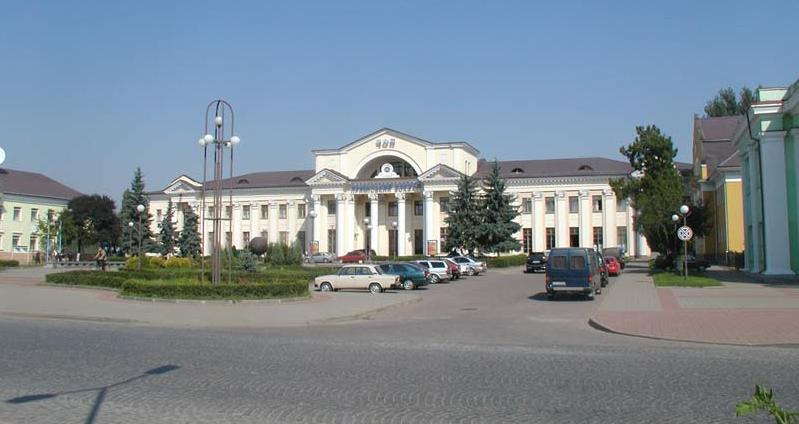
Inlandsbahnhof

### Eisenbahn
Tschop ist ein wichtiger Eisenbahnknotenpunkt und Grenzbahnhof. Hier treffen sich die Bahnstrecken aus Lemberg, Debrecen (und von Budapest), Uschhorod und Košice.
Da das Schienennetz der ukrainischen Eisenbahn in der russischen Breitspur ausgeführt ist, besitzt der Bahnhof Tschopp eine Umspuranlage für Eisenbahnfahrzeuge, die auf Regelspur von Ungarn oder der Slowakei kommen oder dahin übergehen.
2024 hat die ukrainische Eisenbahn damit begonnen, das Regelspurgleis von Tschop bis nach Uschhorod zu verlängern.

### Straße
Im Straßenverkehr gibt es einen Grenzübergang für LKW und PKW nach Záhony in Ungarn. 2005 wurde etwa 20 km nordwestlich von Tschop, zwischen den Dörfern Mali Selmenzi und Veľké Slemence, ein Grenzübergang für Fußgänger und Radfahrer eröffnet.